# Коњух (Кратово)
Коњух (мкд. Коњух) је насеље у Северној Македонији, у северном делу државе. Коњух је у оквиру општине Кратово.

## Географија
Коњух је смештен у северном делу Северне Македоније. Од најближег града, Куманова, село је удаљено 35 km источно.
Село Коњух се налази у историјској области Средорек. Насеље је положено на првим брдима јужно од долине Криве реке, на приближно 450 метара надморске висине.
Месна клима је умерено континентална.

## Историја
У селу Коњух, Кратовски срез, откривен је 1936. године "многобожачки храм". Заслуга је то археолога аматера из Куманова, Зафира Златановића. У том селу на левој обали Криве реке, старац истраживач и његов син Игњат са одобрењем Скопског музеја, откопали су храм посвећен богу Митри. Многобожачки храм је нађен у рушевинама старог римског утврђења Дервона, које се налазило на римском путу између Скопља и Дакије. Храм су иначе подигли Римљани ветерани на повратку из Мале Азије. Сељак .- археолог је иначе на истраживања полазио подстакнут својим пророчанским сновима.

## Становништво
Коњух је према последњем попису из 2002. године имао 150 становника. Од тога огромну већину чине етнички Македонци.
Претежна вероисповест месног становништва је православље.